# Serge Blusson
Serge Blusson (Parigi, 7 maggio 1928 – Creil, 14 marzo 1994) è stato un ciclista su strada e pistard francese, vinse la medaglia d'oro ai Giochi olimpici di Londra nel 1948 nella specialità dell'inseguimento a squadre. Professionista dal 1950 al 1959 colse la vittoria nel Grand Prix de Ouest-France a Plouay nel 1953.

## Palmarès

### Strada
- 1949 (dilettanti)

Paris-Evreux
- 1950

Paris-Limoges
- 1952

1ª tappa Tour de l'Ouest
- 1953

Grand Prix de Ouest-France
7ª tappa Tour de l'Ouest
- 1954

Circuit du Cher
- 1957

1ª tappa Tour de Picardie
Classifica generale Tour de Picardie

### Pista
- 1948

Giochi olimpici, Inseguimento a squadre

## Piazzamenti

### Grandi giri
- Tour de France

1950: 43º
1951: ritirato
1954: ritirato

### Classiche monumento
- Milano-Sanremo

1952: 3º
1956: 96º
- Parigi-Roubaix

1950: 48º
1952: 57º
1954: 5º
1957: 7º

### Competizioni mondiali
- Campionati mondiali

Amsterdam 1949: 4º
- Giochi olimpici

Londra 1948 - Inseguimento a squadre: vincitore